# Neisseria perflava
Neisseria perflava – komensalny takson Gram-ujemnej bakterii z rodzaju Neisseria. Podobnie jak Neisseria flava, takson ten jest często opisywany jako biotyp gatunku N. subflava, jednak ma on rangę gatunku w bazie NCBI. Populacja N. perflava charakteryzuje się dużą różnorodnością genetyczną, a sama bakteria jest jedną z najbardziej rozpowszechnionych bakterii z rodzaju Neisseria wśród małych dzieci. Odnotowane zostały pojedyncze przypadki stanów patologicznych wywoływanych przez N. perflava, takich jak zapalenie opon mózgowo-rdzeniowych czy bakteriemia.